# Xian de Gu
Pour les articles homonymes, voir GU.
Le xian de Gu (古县 ; pinyin : Gǔ Xiàn) est une subdivision de la province du Shanxi en Chine. Il est placé sous la juridiction administrative de la ville-préfecture de Linfen.

## Démographie
La population du district était de 84 534 habitants en 1999.